# Bolotoperla rossi
Bolotoperla rossi är en bäcksländeart som först beskrevs av Theodore Henry Frison 1942.  Bolotoperla rossi ingår i släktet Bolotoperla och familjen vingbandbäcksländor. Inga underarter finns listade i Catalogue of Life.